# کبوتر-کوکوی رخ‌سفید
کبوتر-کوکوی رخ‌سفید (نام علمی: Turacoena manadensis) که با نام کبوتر رخ‌سفید نیز شناخته می‌شود، گونه ای از پرندگان خانواده کبوتران و بومی سولاوسی و جزایر توگیان در اندونزی است. کبوترکوکوی سولا در گذشته همنوع آن در نظر گرفته می‌شد.